# Grand-Caymandikbekje
Het Grand-Caymandikbekje (Melopyrrha taylori) is een zangvogel uit de familie tangaren (Thraupidae). 

## Verspreiding
De soort is de enige vogel-endeem van Grand Cayman.